# 八五二农场
八五二农场是一个位于中华人民共和国黑龙江省双鸭山市宝清县的农场，亦是黑龙江省农垦红兴隆管理局所属的一个农场。
八五二农场始建于1956年，地处完达山脉北麓三江平原上，面积1363平方公里，人口5万，是黑龙江垦区第二大农场。

## 行政区划
八五二农场下辖以下单位：
八五二场直社区、八五二农场第一管理区、八五二农场第二管理区、八五二农场第三管理区、八五二农场第四管理区、八五二农场第五管理区、八五二农场第六管理区、八五二农场第七管理区和八五二农场第八管理区。